# Región seudoautosómica

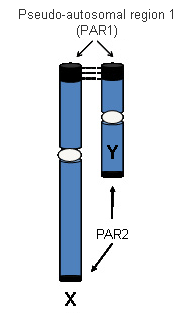
PAR Bölgeleri.

En genética, se denomina región pseudoautosómica a determinadas secciones de los cromosomas sexuales que pueden recombinarse entre sí durante el proceso de meiosis. Estas regiones están presentes tanto en el cromosoma X como en el cromosoma Y, se sitúan en los extremos de los brazos corto y largo de dichos cromosomas. Recibe su nombre porque los genes codificados en esta región se heredan según el mismo patrón que los situados en los autosomas. Existen dos regiones pseudoautosómicas que reciben el nombre de PAR1 y PAR2. PAR1 está situada en el extremo de los brazos cortos de los cromosomas sexuales y tiene una longitud de 2.7 Mb y PAR2 está localizada en el extremo de los brazos largos, con una longitud de 330 kb. Uno de los genes presentes en la región PAR1 es el gen SHOX cuya mutación o pérdida origina talla baja y enfermedades relacionadas como la discondrosteosis de Léri-Weil.